# Poor Hall Creek
Poor Hall Creek är ett vattendrag i Belize.   Det ligger i distriktet Orange Walk, i den norra delen av landet, 50 km norr om huvudstaden Belmopan.
I omgivningarna runt Poor Hall Creek växer i huvudsak städsegrön lövskog. Runt Poor Hall Creek är det glesbefolkat, med 8 invånare per kvadratkilometer.